# Могилко, Иван Сергеевич
Ива́н Серге́евич Моги́лко (род. 1928, село Севастополь — 1992 год) — тракторист совхоза «Севастопольский» Урицкого района Кустанайской области, Казахская ССР. Герой Социалистического Труда (1967).

## Биография
Родился в 1928 году в крестьянской семье в селе Севастополь Урицкого района Кустанайской области. С 1946 года трудился трактористом-комбайнёром на Севастопольской МТС Урицкого района. С 1949 по 1952 года проходил срочную службу в Советской области. Возвратившись на родину, стал работать трактористом в совхозе «Севастопольский» Урицкого района.
В 1966 году на тракторе ДТ-54 обработал 974 гектаров целинных земель и 543 гектаров пахотной земли. В этом же году собрал и обмолотил 12138 центнеров зерновых на участке площадью 577 гектаров. Указом Президиума Верховного Совета СССР от 19 апреля 1967 года Могилко Ивану Сергеевичу присвоено звание Героя Социалистического Труда.
Умер в 1992 году.

## Награды
- Орден Ленина
- Орден Трудового Красного Знамени
- Медаль «За освоение целинных земель»